# Oxytropis dichroantha
Oxytropis dichroantha är en ärtväxtart som beskrevs av Alexander Gustav von Schrenk. Oxytropis dichroantha ingår i släktet klovedlar, och familjen ärtväxter. Inga underarter finns listade i Catalogue of Life.